# Martini Cadet
O Martini Cadet é um fuzil de retrocarga, acionado por ação de alavanca, de tiro único de fogo central, produzido no Reino Unido pela BSA e W. W. Greener, para o uso de cadetes australianos.

## Características
Embora considerado por muitos apenas uma versão menor e mais leve do Martini–Henry-Mark IV, o mecanismo de ação interno do Martini Cadet foi redesenhado por Auguste Francotte de modo a permitir a remoção do receptor e todo o mecanismo associado como uma única peça necessitando apenas remover um único pino ou parafuso. A câmara dos Martini Cadet do governo admitiam o cartucho .310 Cadet (também conhecido como: ".310 Greener"), ele foi utilizado de 1891 a 1955.

## Utilização
Em 1910, o "Australian Commonwealth Government" introduziu um sistema de treinamento universal para cadetes fazendo uso que atualmente é conhecido como rifle "Martini Cadet .310", empregando a patente de Francotte e fabricados no Reino Unido pela W. W. Greener (padrão único) e pela BSA (dois padrões), com pequenas diferenças no sistema de miras.
Todos os três modelos são marcados com "COMMONWEALTH OF AUSTRALIA" no lado do receptor e a figura de um canguru no topo. Esses modelos foram descontinuados do serviço militar em 1921, quando as forças de cadetes começaram a receber os rifles Lee–Enfield e os Martini Cadet em estoque foram vendidos ao público.
Os Martini Cadet foram comercializados ao público em geral como "BSA No.4", 4a, 4b e 5 em outros calibres como: o .297/230 Morris e o .22 rimfire. Esses rifles geralmente aceitam o .32-20 Winchester de tamanho semelhante e disparam com alguma precisão. No entanto, o 32/20 tem na verdade 0,312 polegadas de diâmetro, menor portanto que o .310 Cadet cujo diâmetro é de 0,323 polegadas. Devido a essa diferença de 10 milésimos, a precisão de um tiro com o cartucho .32/20 não era garantida.
Depois de serem vendidos pelo governo australiano, muitos Martini Cadet foram convertidos em rifles esportivos para tiro ao alvo, muitas vezes transformados para calibres como o .22 Hornet, o .218 Bee, o .25-20 Winchester, o .222 Rimmed, o .357 Magnum e até mesmo o cartucho de fogo circular .22 rimfire, por fabricantes de armas como a Sportco.